# Gynochthodes macrophylla
Gynochthodes macrophylla är en måreväxtart som beskrevs av Wilhelm Sulpiz Kurz. Gynochthodes macrophylla ingår i släktet Gynochthodes och familjen måreväxter. Inga underarter finns listade i Catalogue of Life.